# Roland Møller
Roland Møller (Odense, 1972. május 28. –) dán színész. 
A legjobb férfi főszereplőnek járó Bodil-díjat az Aknák földjén (2015), a legjobb férfi mellékszereplőnek járó Bodil-díjat pedig a Nordvest (2013) című filmért kapta. Többek között szerepelt az Emberrablás, az Atomszőke, a Pillangó és a Felhőkarcoló című filmekben.

## Élete és pályafutása
Bűnözéstől sújtott környéken nőtt fel a dániai Odensében. Tíz alkalommal ítélték el testi sértésért, és összesen négy és fél évet ült börtönben, mielőtt feltételes szabadlábra helyezték azzal a feltétellel, hogy 2002-ben elhagyja Odensét. Ezt követően a Den Rytmiske Højskole nevű zenei iskolában tanult, majd Koppenhágába költözött, ahol a rapper Jokerennel kezdett közös munkába dalszerzőként.

## Filmográfia

### Film
| Év   | Magyar cím                     | Eredeti cím             | Szerep                  | Magyar hang           |
| ---- | ------------------------------ | ----------------------- | ----------------------- | --------------------- |
| 2010 |                                | R                       | Mureren                 |                       |
| 2012 | Emberrablás                    | Kapringen               | Jan Sørensen            |                       |
| 2013 | Második esély                  | A Second Chance         | férfi a klubban         |                       |
| 2015 | Aknák földjén                  | Land of Mine            | Carl Rasmussen őrmester | Nagypál Gábor         |
| 2015 |                                | The Shamer's Daughter   | Hannes                  |                       |
| 2017 |                                | Darkland                | Claus                   |                       |
| 2017 | Atomszőke                      | Atomic Blonde           | Alekszander Bremovics   | Végh Péter            |
| 2017 | Pillangó                       | Papillon                | Celier                  | Makranczi Zalán       |
| 2018 | The Commuter – Nincs kiszállás | The Commuter            | Jackson                 | Végh Péter            |
| 2018 | Felhőkarcoló                   | Skyscraper              | Kores Botha             | Bede-Fazekas Szabolcs |
| 2018 | A mosogató                     | A Bluebird in My Heart  | Danny                   |                       |
| 2019 | Az üvegszoba                   | The Glass Room          | Stahl                   |                       |
| 2019 | A megtévesztés művészete       | The Last Vermeer        | Esper Dekker            | Dózsa Zoltán          |
| 2019 | Valhalla – Thor legendája      | Valhalla                | Thor                    | Kőszegi Ákos          |
| 2020 | Az igazság bajnokai            | Retfærdighedens ryttere | Kurt “Tandem” Olesen    | Végh Péter            |
| 2021 | Vérvörös égbolt                | Blood Red Sky           | Karl                    | Pál András            |
| 2022 | Középkori hadvezér             | Medieval                | Tokar                   | Schneider Zoltán      |
| 2023 | Angyalok csendje               | The Angel Maker         | Jesper                  |                       |

Rövidfilm
| Év   | Cím                   | Szerep      |
| ---- | --------------------- | ----------- |
| 2007 | Lommen fuld af guld   | rendőrtiszt |
| 2013 | Den der viser vej     | Mikkel      |
| 2014 | For det fælles bedste | John        |
| 2016 | X                     | Mr. Z       |
| 2017 | Blot et minde         | Kian        |

### Televízió
| Év   | Magyar cím     | Eredeti cím     | Szerep                | Megjegyzések                                                 |
| ---- | -------------- | --------------- | --------------------- | ------------------------------------------------------------ |
| 2014 |                | Dicte           | Frank Hansen          | 1 epizód                                                     |
| 2018 |                | Beck            | William Jensen        | 1 epizód                                                     |
| 2018 |                | Sløborn         | Magnus Fisker         | 1 epizód                                                     |
| 2021 | Északi vizeken | The North Water | Otto                  | - minisorozat (4 epizód) - magyar hangja: - Schneider Zoltán |
| 2023 | Citadel        | Citadel         | Anders és Davik Silje | 6 epizód                                                     |

## Fordítás
- Ez a szócikk részben vagy egészben  a   Roland Møller című angol Wikipédia-szócikk fordításán alapul.  Az eredeti cikk szerkesztőit annak laptörténete sorolja fel. Ez a jelzés csupán a megfogalmazás eredetét és a szerzői jogokat jelzi, nem szolgál a cikkben szereplő információk forrásmegjelöléseként.